# 加密货币网体育馆
Crypto.com體育館是位于美国加利福尼亚州洛杉矶市中心的一座多功能體育館。毗鄰L.A. Live區，坐落於菲格羅亞街上的洛杉磯會議中心建築物群旁。前身為斯台普斯中心，於2021年12月25日起改名為Crypto.com體育館。1998年3月31日开始动工修建，1999年10月17日正式落成开放，是大洛杉磯地區主要的體育設施之一。
Crypto.com體育館由洛杉磯體育館公司（L.A. Arena Company）與安舒茨娛樂集團營運。這座體育館目前是美國國家籃球協會洛杉磯湖人、國家冰球聯盟洛杉磯國王，以及國家女子籃球聯盟洛杉磯火花的主場。而室內美式足球聯盟（AFL）的洛杉磯復仇者及NBA發展聯盟的洛杉磯防禦者在特許權被終止前，也曾以此為主場；防禦者在2011－2012年球季轉往至湖人位於加利福尼亞州埃爾塞貢多豐田體育中心的訓練場館。美國國家籃球協會洛杉磯快艇在1999－2024年曾以此為主場，2024-25球季轉往直覺巨蛋。Crypto.com體育館也在每年舉辦超過250場的活動，擁有近400萬人次的遊客。它是NBA唯一曾被两支隊伍同時共用的球馆，也是北美洲唯一一座曾同時有兩支NBA、一支NHL及一支WNBA球隊作為主場的球館。

## 簡介

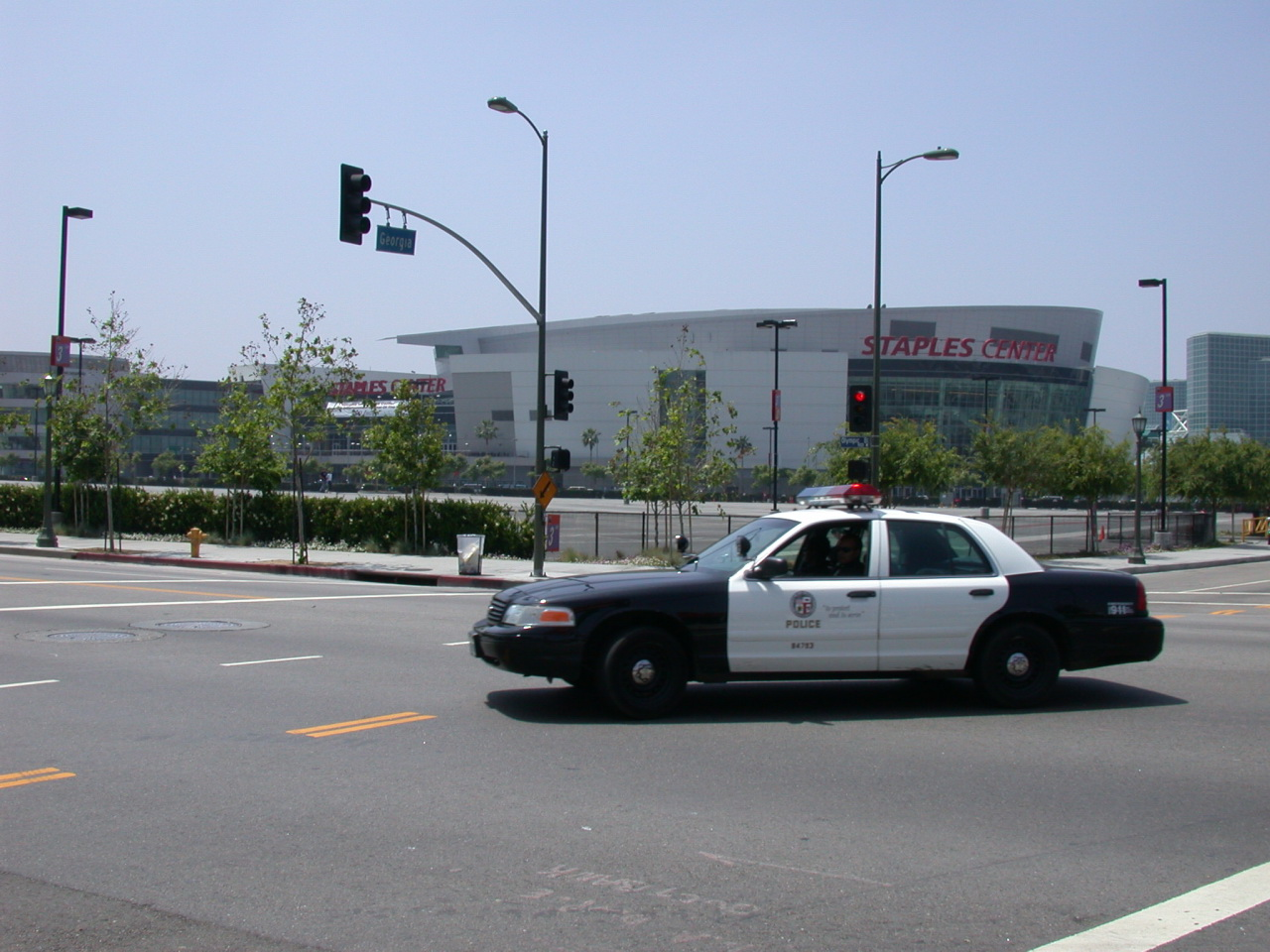
斯台普斯中心，攝於2002年6月。

### 建築結構
Crypto.com體育館總空間達950,000平方英尺（88,257.9平方）、高150英尺（45.7），並有著長200-英尺（61.0-）、寬94-英尺（28.7-）的場地板。籃球賽事設有19,067席、冰球與室內美式足球有18,118席，而音樂會或其他體育賽事約有20,000席。包含了2,500位俱樂部座位的三分之二的場館席位皆位於下層。而在上層與下層之間，還有著160個豪華包廂，其中包含了15個活動包廂。此體育館的入場紀錄是在兩位世界拳擊協會次中量級冠軍安東尼奧·馬爾加里托與謝恩·莫斯利，於2009年1月25日對戰時的20,820位入場人數。

### 明星廣場
體育館外的明星廣場（Star Plaza）豎立了韋恩·格雷茨基與魔術強森的雕像，雖然兩位傳奇球星當時是在國王、湖人與火花先前的主場論壇體育館打球。斯台普斯中心外的第三座雕像是拳擊手奥斯卡·德拉奥亚，在2008年12月1日揭幕。一尊資深湖人播報員奇克·赫恩的雕像在2010年4月20日公諸於世，粉絲可以坐在湖人播報台後的椅子上與它合照。第五座雕像為2011年2月17日揭幕的運球中的湖人傳奇球星傑瑞·威斯特。而在2012年11月16日則揭露了第六座雕像——湖人傳奇球星卡里姆·阿布都-賈霸。第七座雕像在2015年3月7日揭幕，為前國王名人堂左翼鋒呂克·羅比泰爾。第八座雕像在2017年3月25日揭幕，為湖人名人堂中鋒沙奎爾·奧尼爾

## 歷史

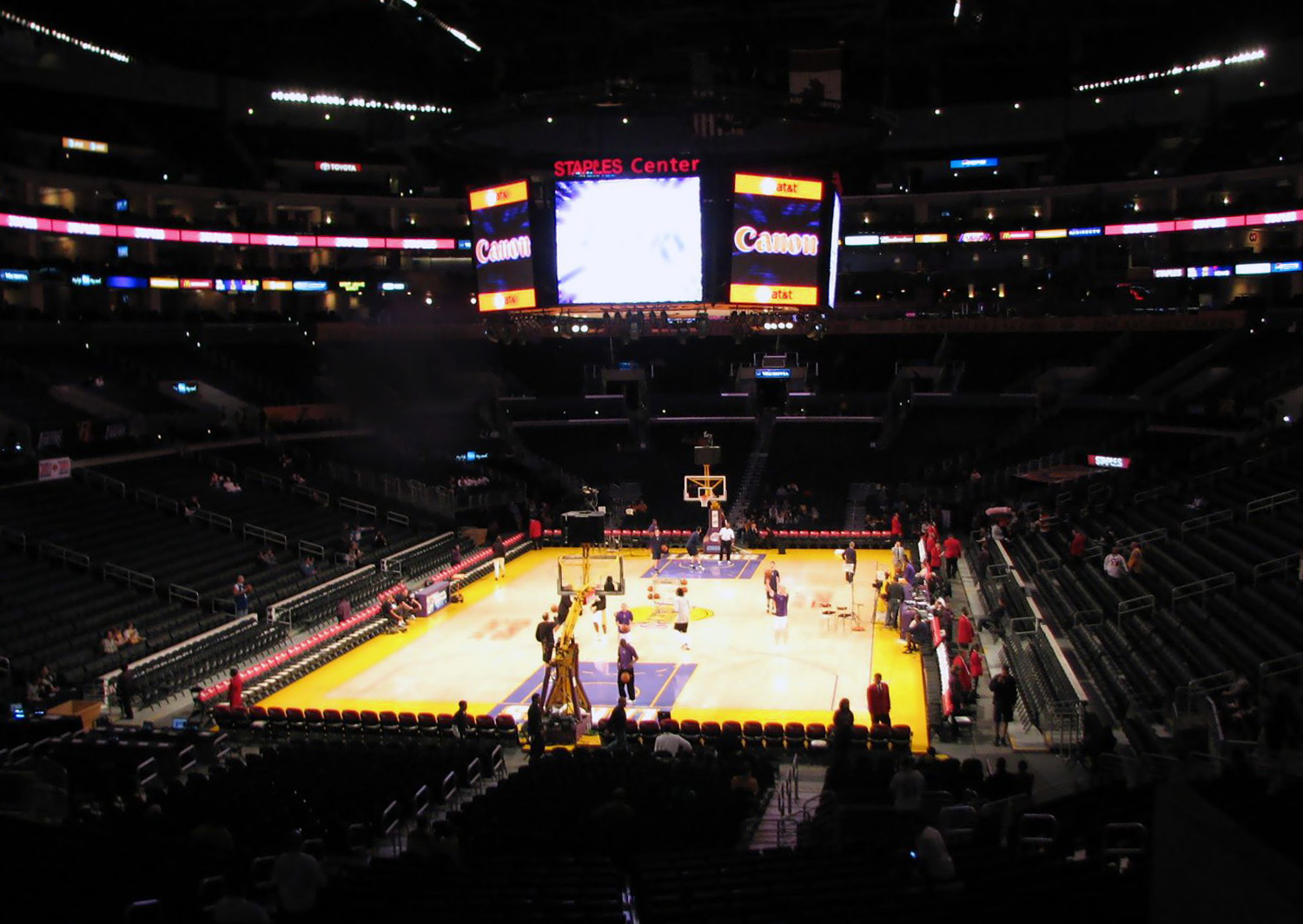
湖人在斯台普斯中心安裝新計分牌前，以及完成新的燈光系統後的一場比賽。

Crypto.com體育館於1998年動工，並在一年後正式開幕。耗資3.75億美元私有資金，且以該中心其中一家支付冠名權的企業贊助商——辦公用品公司史泰博公司之名命名。
此場館開始作為NBA的洛杉磯快艇與洛杉磯湖人，以及1999年時NHL的洛杉磯國王的主場。之後在2001年WNBA的洛杉磯火花，和2006年NBA發展聯盟的洛杉磯防禦者也以此為主場。這在2000年也開始成為AFL洛杉磯復仇者的主場，直到該隊於2008年解散。Crypto.com體育館曾被命為1999年最佳新大型音樂會場館（Best New Major Concert Venue）、2000年與2001年《Pollstar》年度最佳體育館（Arena of the Year）。
場館於1999年10月17日正式開幕，舉辦了一場布魯斯·斯普林斯廷與E Street Band的音樂會為此揭幕。自開幕日以來，共舉辦過七屆湖人NBA總決賽、三屆WNBA總決賽、2000年民主黨全國大會、2002年美國花式溜冰錦標賽、第52屆NHL全明星賽、兩次NBA全明星賽（2004及2011年）、2002至2012年的太平洋十二校聯盟男子籃球聯賽、2002至2005年的WTA巡迴賽錦標賽、2006年UFC 60、2009年UFC 104、2000年的首屆拉丁格萊美獎、2000年起的年度葛萊美獎（除了2003年）、2009年世界花式滑冰錦標賽、2003年起的夏季世界極限運動會室內比賽、2013年和2016年的英雄聯盟世界總決賽，以及無數的音樂會與HBO世界冠軍拳擊比賽。而國家冰球聯盟的洛杉磯國王也曾在2010年6月於此舉辦2010年NHL選秀。史丹利盃總決賽也在2012年首次舉辦於此場館。國王在第三、四場比賽迎戰來訪的新澤西魔鬼，最終在第六場比賽以6比1的比分打敗了魔鬼。國王成為了自2007年後，首支在主場拿下史丹利盃冠軍的球隊。

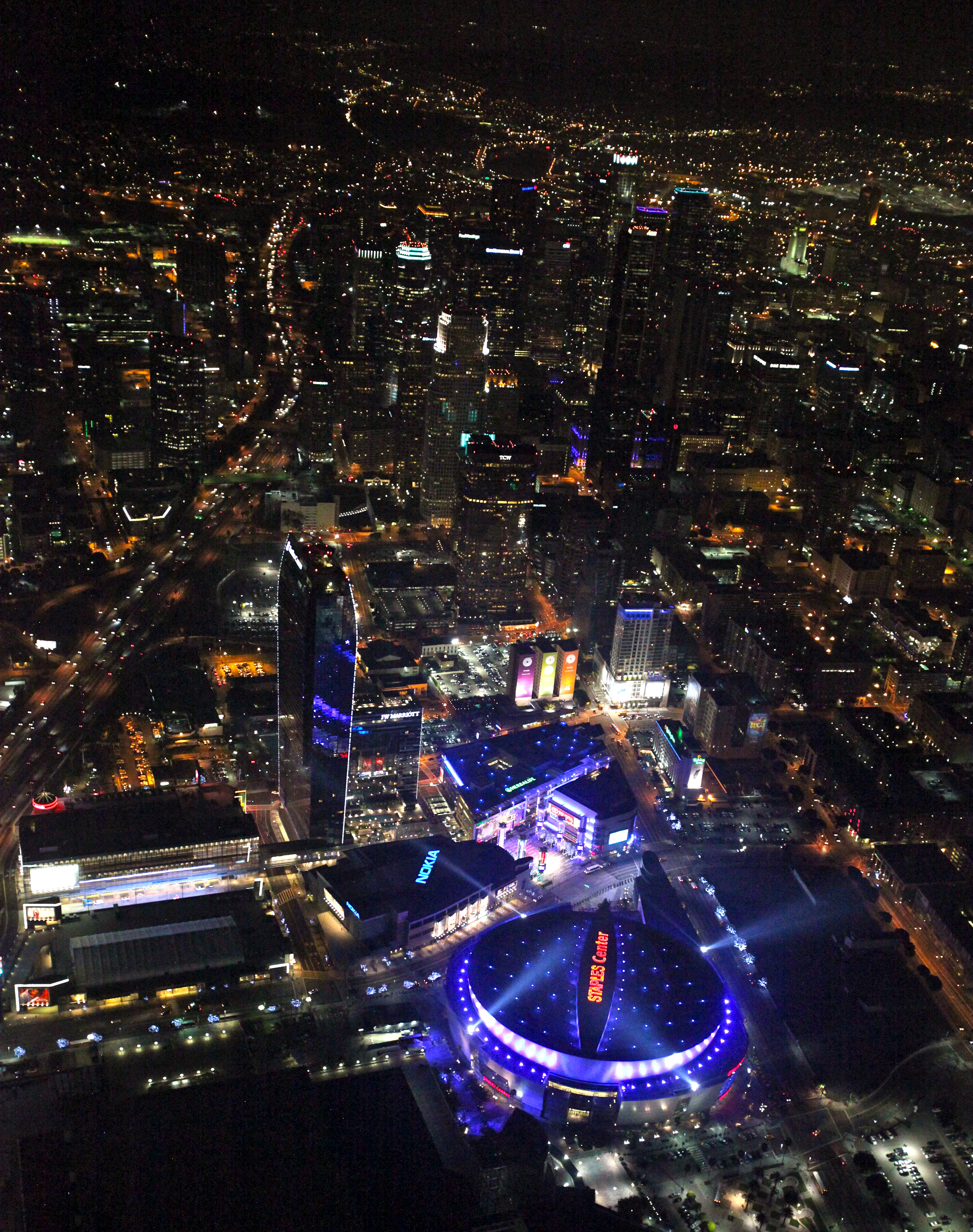
斯台普斯中心與L.A. Live的夜景

這個場館有著各種不同流派的眾多知名藝術家在此舉辦音樂會。
瑪麗亞·凱莉在2000年3月16日於此場館拉開她七色彩虹世界巡迴演會美國站的序幕，這是她自1993年後，首次在美國本土舉辦的世界巡迴。凱莉在2006年10月6日的天后再臨世界巡迴演唱會同樣也於加密貨幣網體育館演出。
由2021年12月25日起，加密貨幣平台Crypto.com獲得該場館的冠名贊助，並正式改名為Crypto.com體育館（Crypto.com Arena）。

## 公共交通
Crypto.com體育館位于交通拥堵，停车不便的洛杉矶市中心，推荐搭乘公共交通前往。洛杉矶轻轨A线（原称Blue Line蓝线）及洛杉矶轻轨E线（原称Expo Line博览线）设有Pico站，步行到Crypto.com體育館仅一百多米。从Crypto.com體育館出发，搭乘轻轨A线到长滩约50分钟；搭乘轻轨E线到南加大仅需5分钟，到圣莫尼卡约40分钟。从Pico站坐一站路可到7th St/ Metro Center站，在此换乘洛杉矶地铁B线（原称红线）及洛杉矶地铁D线（原称紫线）可以前往好莱坞，环球影城，韩国城，洛杉矶联合车站等地。

## 圖集

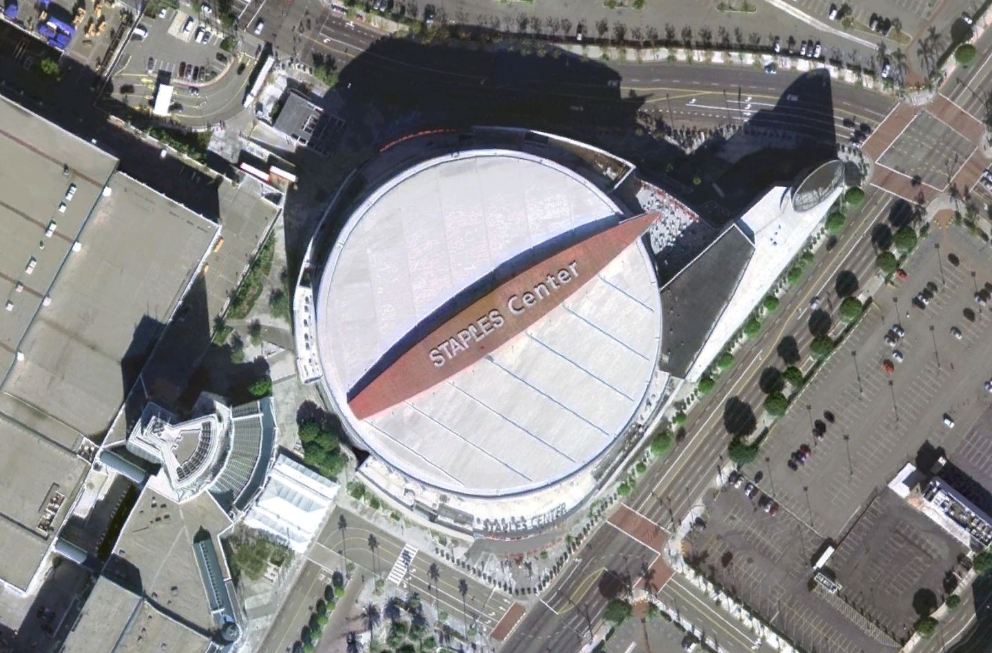
在L.A. Live開發前的Crypto.com體育館衛星視圖
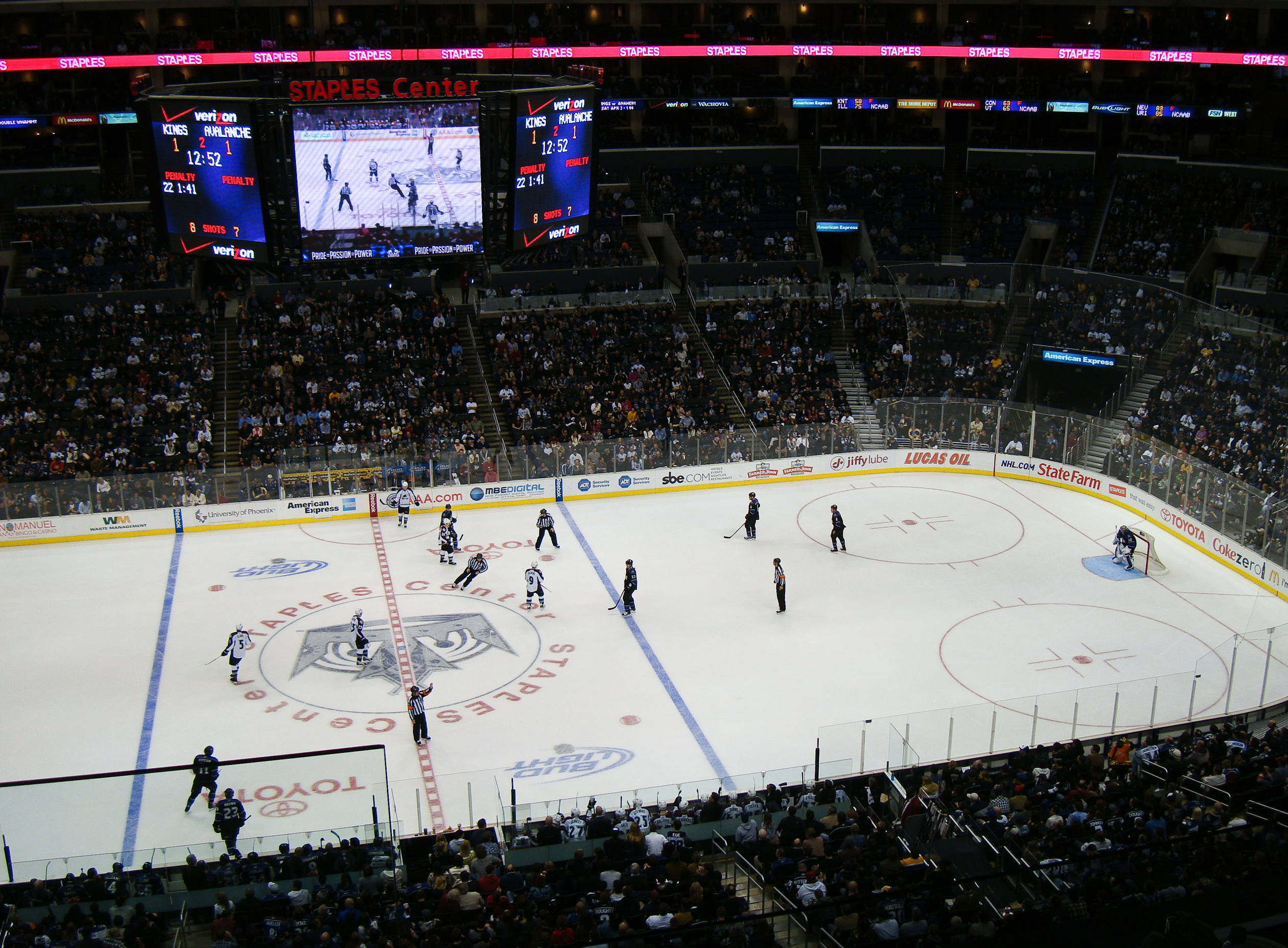
洛杉磯國王比賽期間的Crypto.com體育館
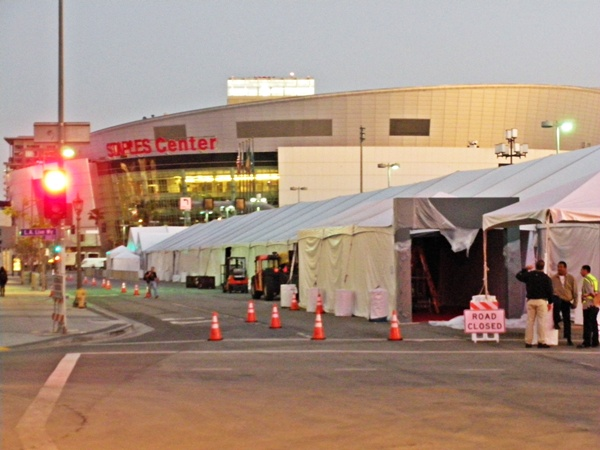
第54屆葛萊美獎上，通往Crypto.com體育館前帳棚下的紅毯
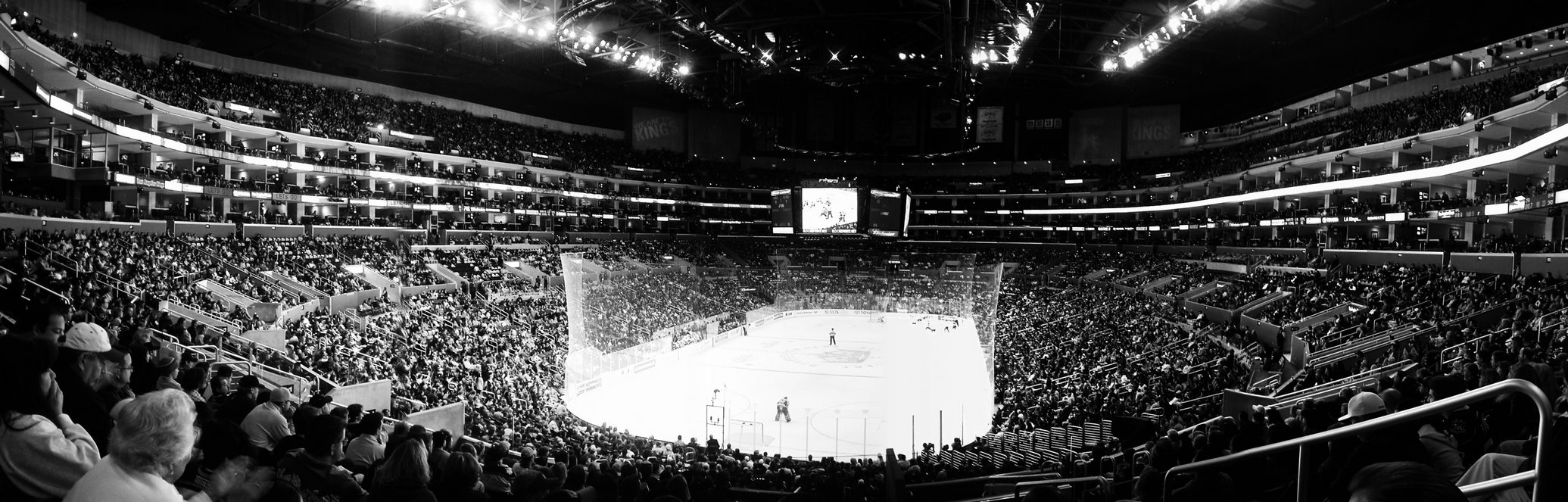
洛杉磯國王比賽期間的Crypto.com體育館內部
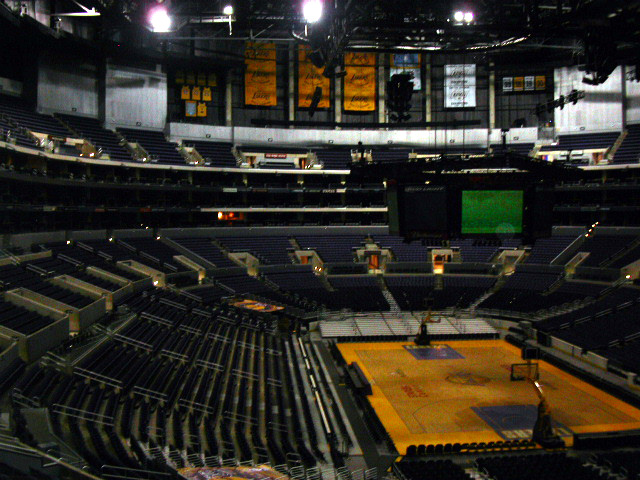
準備洛杉磯湖人比賽時的Crypto.com體育館內部
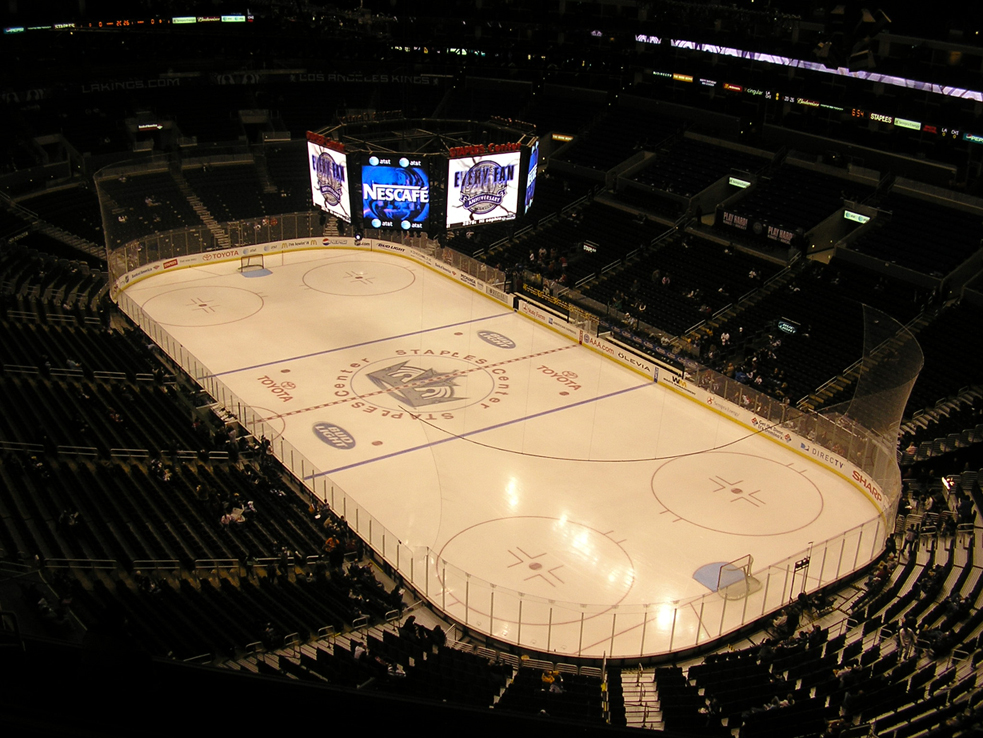
洛杉磯國王比賽前的Crypto.com體育館內部
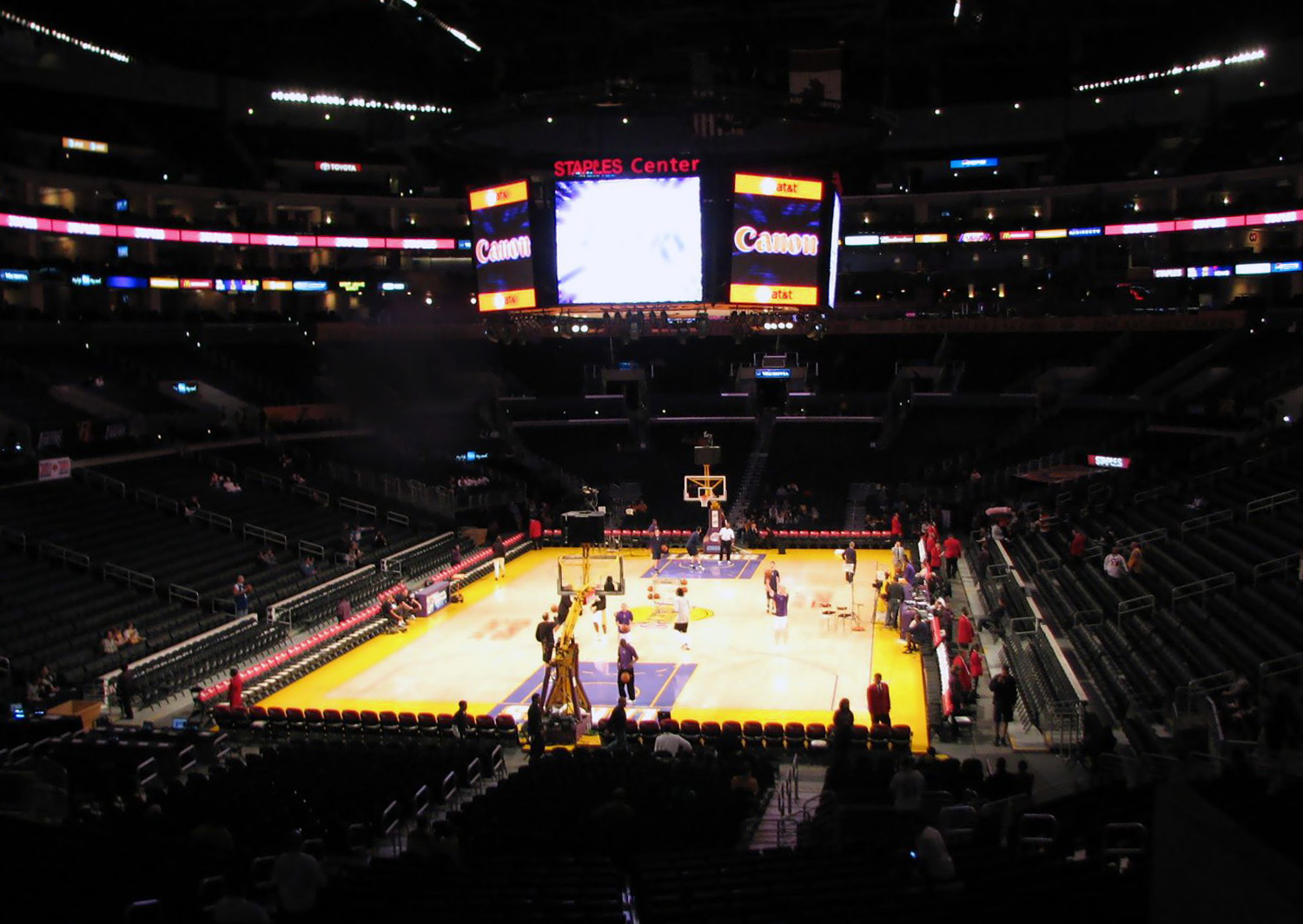
洛杉磯湖人比賽前的Crypto.com體育館內部
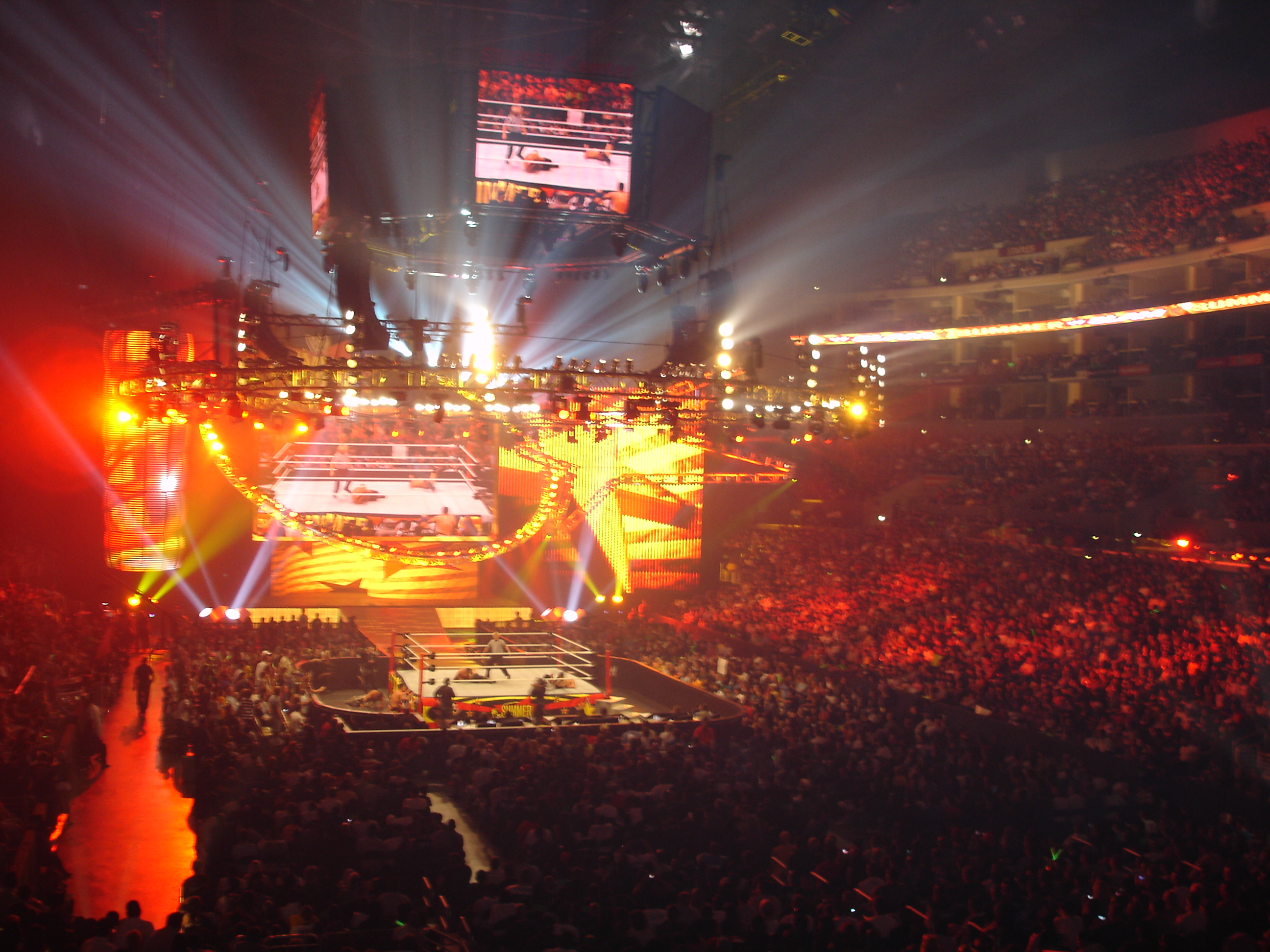
2009年世界摔角娛樂夏日衝擊期間的Crypto.com體育館內部

## 外部連結
- 官方网站
- AEG Worldwide
- Time lapse video switching between sports （页面存档备份，存于）

| 賽事和使用者                         | 賽事和使用者                                                             | 賽事和使用者                   |
| ------------------------------------ | ------------------------------------------------------------------------ | ------------------------------ |
| 前任： 大西部論壇體育館              | 洛杉矶湖人主場球館 1999年至今                                            | 繼任： 現時                    |
| 前任： 洛杉磯紀念體育競技場          | 洛杉矶快船主場球館 1999年至今                                            | 繼任： 現時                    |
| 前任： 大西部論壇體育館              | 洛杉磯國王主場球館 1999年至今                                            | 繼任： 現時                    |
| 前任： 首座球館                      | 洛杉磯復仇者主場球館 2000－2008年                                        | 繼任： 現時                    |
| 前任： 大西部論壇體育館              | 洛杉磯火花主場球館 2001年至今                                            | 繼任： 現時                    |
| 前任： 百事中心                      | 國家冰球聯盟全明星賽比賽場地 2002年                                      | 繼任： 歐迪辦公中心            |
| 前任： 奧林匹亞表演廳                | WTA巡迴賽錦標賽比賽場地 2002－2005年                                     | 繼任： 馬德里體育館            |
| 前任： 飛利浦體育館 牛仔體育場       | NBA全明星賽比賽場地 2004年 2011年                                        | 繼任： 百事中心 安麗中心       |
| 前任： 諾基亞劇院                    | MTV音樂錄影帶大獎舉辦場地 2012年                                         | 繼任： 巴克萊中心              |
| 前任： 康賽科球館                    | 世界摔角娛樂夏日衝擊永久舉辦地 2009年 2010年 2011年 2012年 2013年 2014年 | 繼任： 現時 待定               |
| 前任： · 瑞典延雪平 · DreamHack瑞典  | 英雄联盟全球总决赛 举办场地 2012年                                       | 繼任： '                       |
| 前任： '                             | 英雄联盟全球总决赛 举办场地 2013年                                       | 繼任： · 首爾 · 世界盃競技場   |
| 前任： · 德国柏林 · 柏林O2世界體育館 | 英雄联盟全球总决赛 举办场地 2016年                                       | 繼任： · 中国北京 · 国家体育场 |